# Lecci monumentali dell'Eremo delle Carceri
I lecci monumentali dell'Eremo delle Carceri sono alberi monumentali situati all’interno del Parco del Monte Subasio, nel comune di Assisi, in provincia di Perugia. Sono compresi nel Fosso dell’Eremo delle Carceri (Monte Subasio), Sito di Interesse Comunitario e Zona Speciale di Conservazione del Monte Subasio (IT5210030) parte della rete Natura 2000. L’area riveste una superficie di circa 50 ettari ed è costituita da una lecceta ad alto fusto, una delle più importanti dell’Italia centrale, soprattutto per la presenza di alberi secolari e per la grande omogeneità della comunità vegetale.

## Leccio N° l
Un cartello all’altezza dell’esemplare indica che questo è un «Albero del tempo di San Francesco», da cui si stima un’età secolare di 850-1.000 anni, essendo Francesco vissuto dal 1181 al 1226. Il leccio si trova nelle vicinanze della cosiddetta Grotta di San Francesco, ha una circonferenza di 2 m, un’altezza di 9 m, una chioma larga 4 m e si trova a 808 m sul livello del mare. È ubicato alle coordinate geografiche 43°03′46.67″N 12°39′07.83″E.

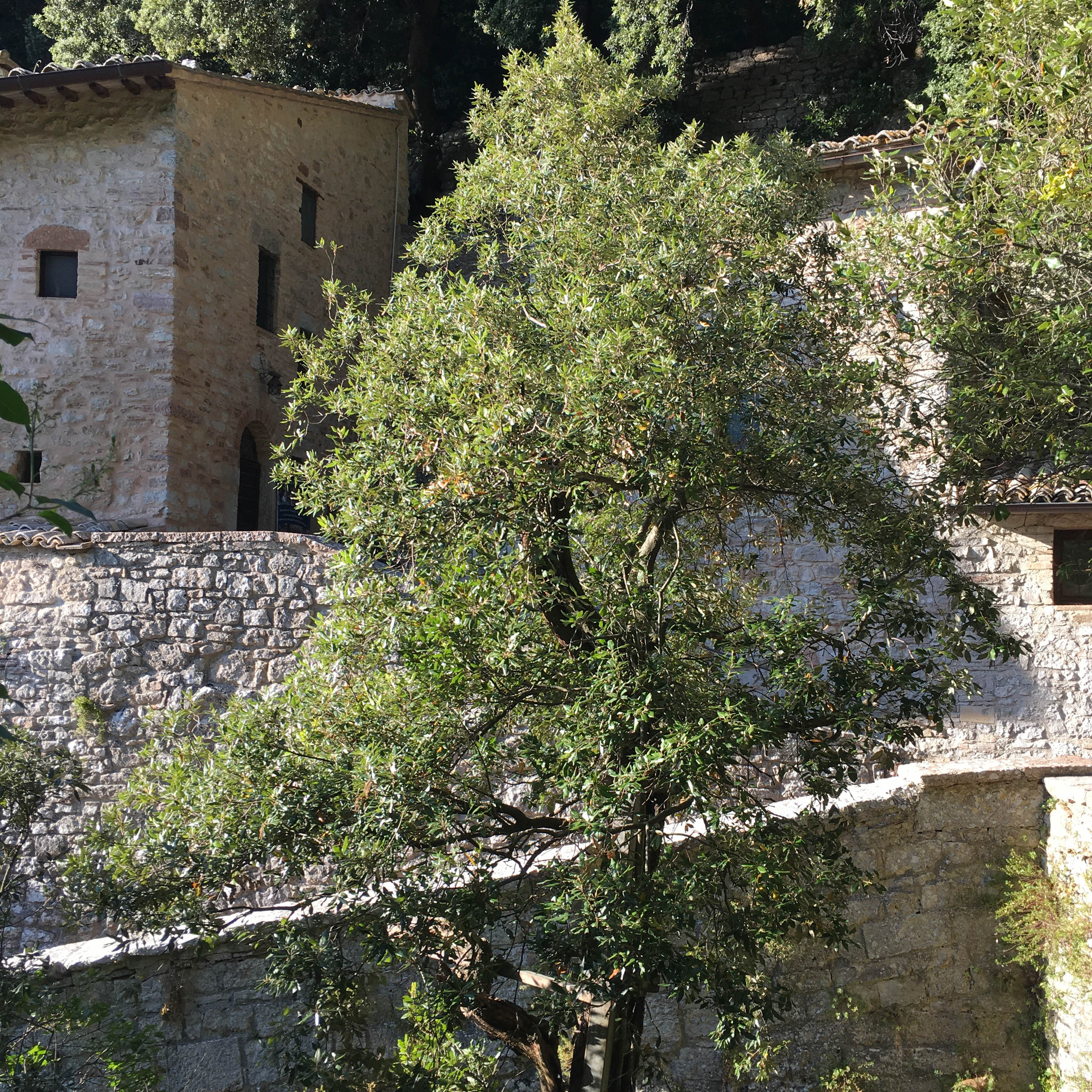
Leccio monumentale N° 1

È registrato dal Ministero delle politiche agricole alimentari e forestali nell’“Elenco degli alberi monumentali d'Italia” per il suo valore storico, culturale e religioso oltre che per il requisito di longevità.
La Regione Umbria lo ha classificato come primo albero monumentale della regione, essendo codificato come ‘’N° 1’’ nell’“Elenco degli alberi di rilevante e peculiare interesse della regione Umbria”.

## Leccio N° 2
Questo leccio monumentale si trova anch’esso nella lecceta storica dell’Eremo delle Carceri. Varcato l’ingresso principale, è collocato sul lato sinistro, lungo la stradina che porta al Santuario e alle grotte. È una pianta imponente, di rara bellezza, che cresce su una scarpata sorretta da un muretto di pietrame a secco, ha una circonferenza di 3,0 m, un’altezza di 23 m, la chioma è larga 16 m e si trova a 795 m sul livello del mare. È ubicato alle coordinate geografiche 43°03′47.06″N 12°39′02.86″E.
La Regione Umbria lo ha classificato come secondo albero monumentale della regione, essendo codificato come ‘’N° 2’’ nell’“Elenco degli alberi di rilevante e peculiare interesse della regione Umbria”.

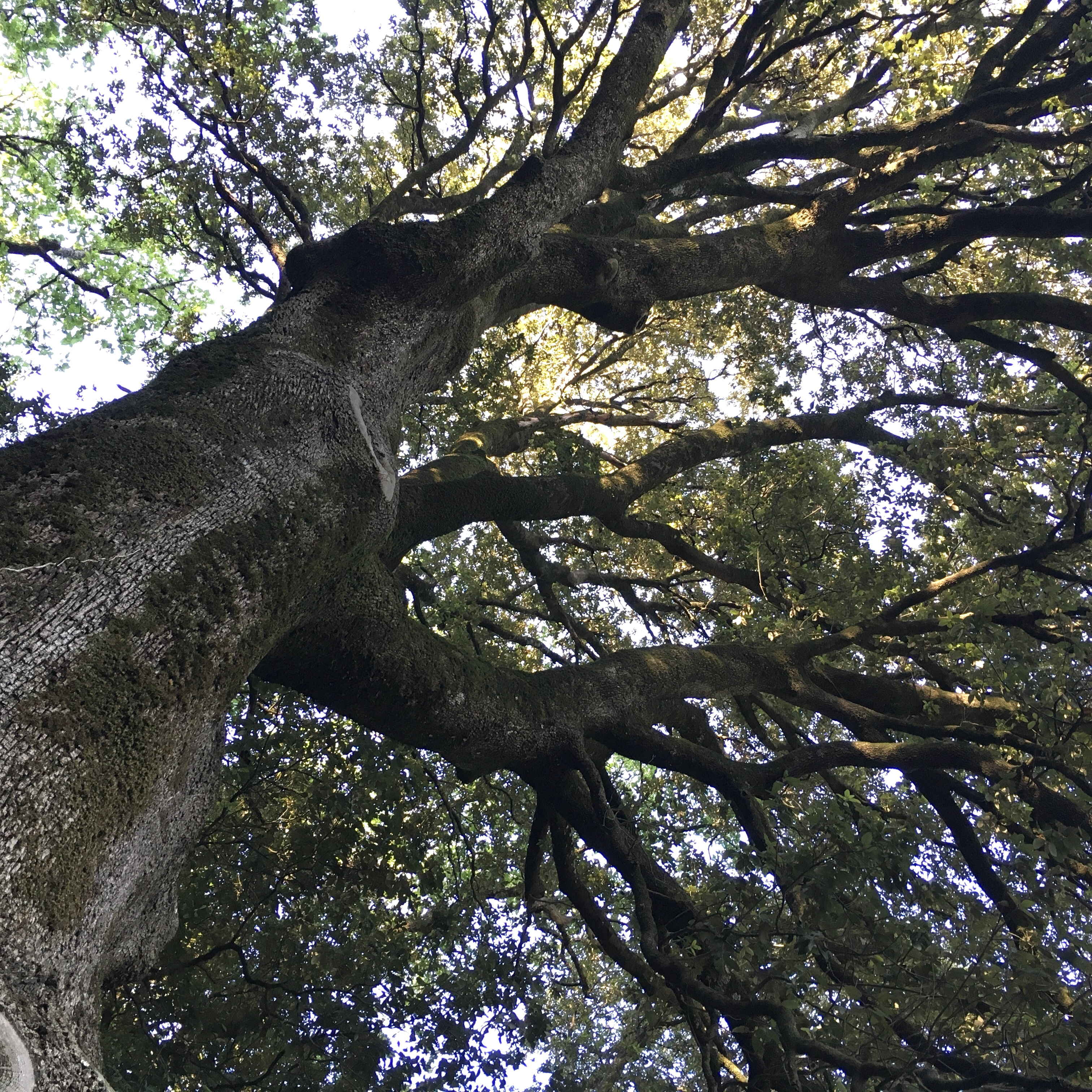
Leccio monumentale N° 2

## Storia
I lecci vegetano in prossimità dell’Eremo delle Carceri, lungo la strada che da Assisi sale al monte Subasio, a circa 4 km dal centro cittadino. Nell’area, sorgono i luoghi dove San Francesco e i suoi seguaci, sin dal 1205-1206, si ritiravano in contemplazione e per dedicarsi alla preghiera: una piccola cappella, alcune grotte e qualche «rifugio a cannucce e fango». Oggi, attraversando la struttura principale del Santuario, dotata di refettorio e chiesa, si accede alla Grotta di San Francesco.